# Thu hải đường Langbian
Thu hải đường Langbian (danh pháp: Begonia langbianensis) là một loài thực vật có hoa trong họ Thu hải đường. Loài này được Baker f. miêu tả khoa học đầu tiên năm 1921.